# Malta ved sommer-OL 2004
Malta deltog ved Sommer-OL 2004 i Athen som blev arrangeret i perioden 13. august til 29. august 2004. 

## Medaljer
| 2008 Beijing | Guld | Sølv | Bronze | Total |
| Malta        | 0    | 0    | 0      | 0     |